# Waardsterpolder
De Waardsterpolder is een kleine polder in de Nederlandse provincie Groningen, gelegen ten noorden van de polder Ruigewaard, ten westen van de Kommerzijlsterriet, ten oosten van de rivier de Lauwers (Munnekezijlsterriet) en ten zuiden van de Oude Ruigezandsterpolder. De oorspronkelijke naam van de polder was 'Noordpolder' of 'Ruigewaard'. Later werd de polder ook wel 'Ruigewaardsterpolder' genoemd. De dijken rond de polder zijn later allemaal afgegraven op een deel van de Oosterwaarddijk na.
In de polder ligt de buurtschap De Ruigewaard. Door de polder loopt de 'Stadsweg' van 't Hoekje naar Lauwerzijl. Aan deze weg ligt sinds begin 21e eeuw een gaslocatie.
Bij de polder wordt in 1572 voor het eerst gesproken van een 'heveswal' (hef = zee); een kadijk. Na klachten van een meier in 1745 over 4 overstromingen van de polder met zout water in twee jaar tijd werd in 1748 met subsidiegeld van de provincie (die 2 gulden per gras beschikbaar stelde) een zware zeedijk aangelegd. De polder mat in 1790 477 grazen (ruim 230 hectare).
In 1713 kocht de stad Groningen de plaats (waard) 'Het Eyland' op de kwelder buiten de Waardsterpolder, die zij hernoemde tot 'De Stadspolle' (in de volksmond 'kwelderplaats' genoemd). De stad deed dit mogelijk om te pogen meer invloed uit te oefenen op de bedijking van het Reitdiep. De Nieuwe Ruigezandsterpolder is hiervan een uitvloeisel. De boerderij De Pol staat nu op deze plaats, die in 1757 werd ingepolderd als eerste deel van de latere Oude Ruigezandsterpolder, waarvan het resterende deel tussen 1794 en 1797 werd aangelegd door de gebroeders Teenstra.

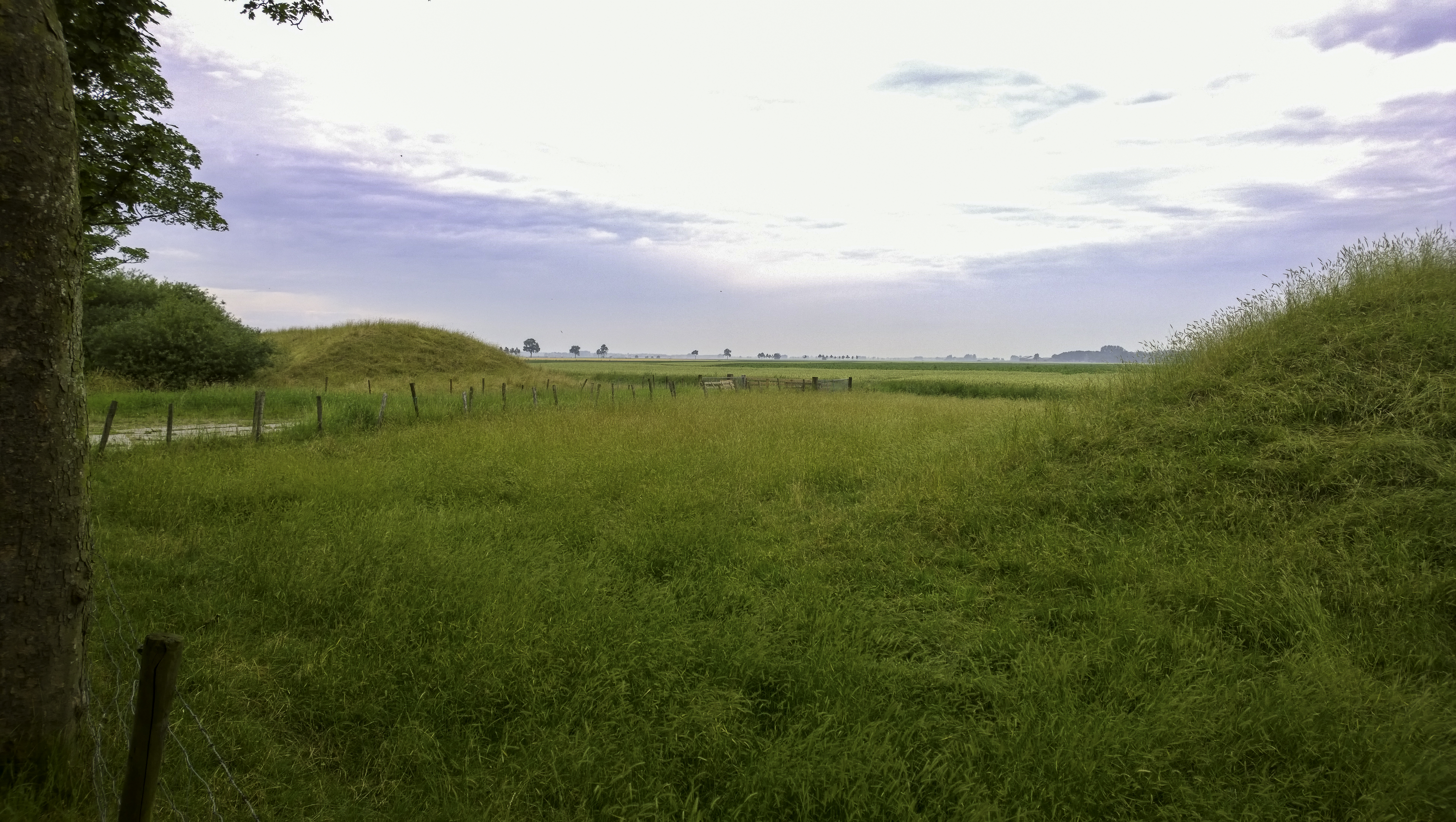
Doorkijkje naar de Waardsterpolder door een voormalige coupure in de (Ooster) Waarddijk
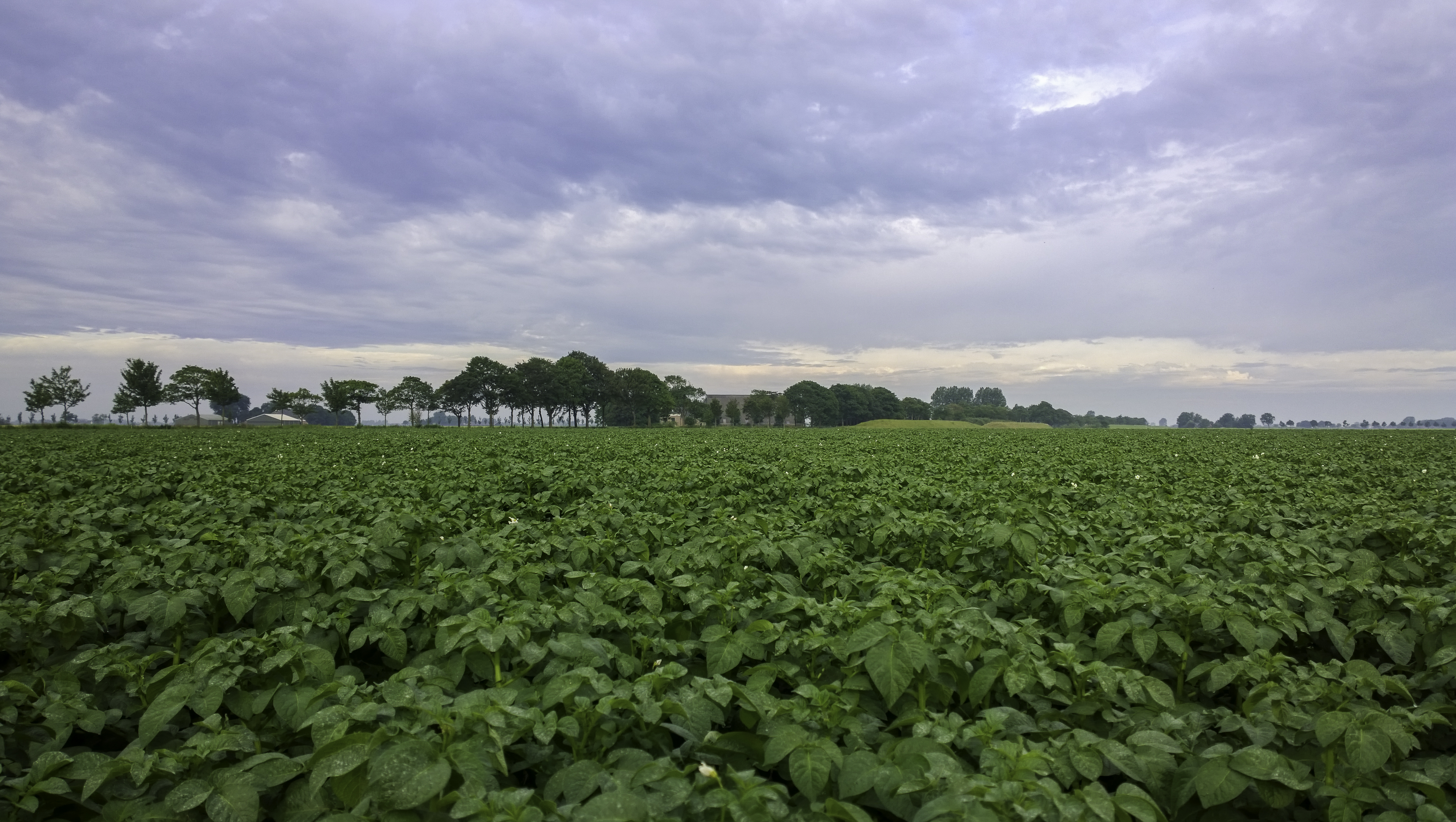
Aardappelland in de Waardsterpolder met een restant van de Waarddijk op de achtergrond
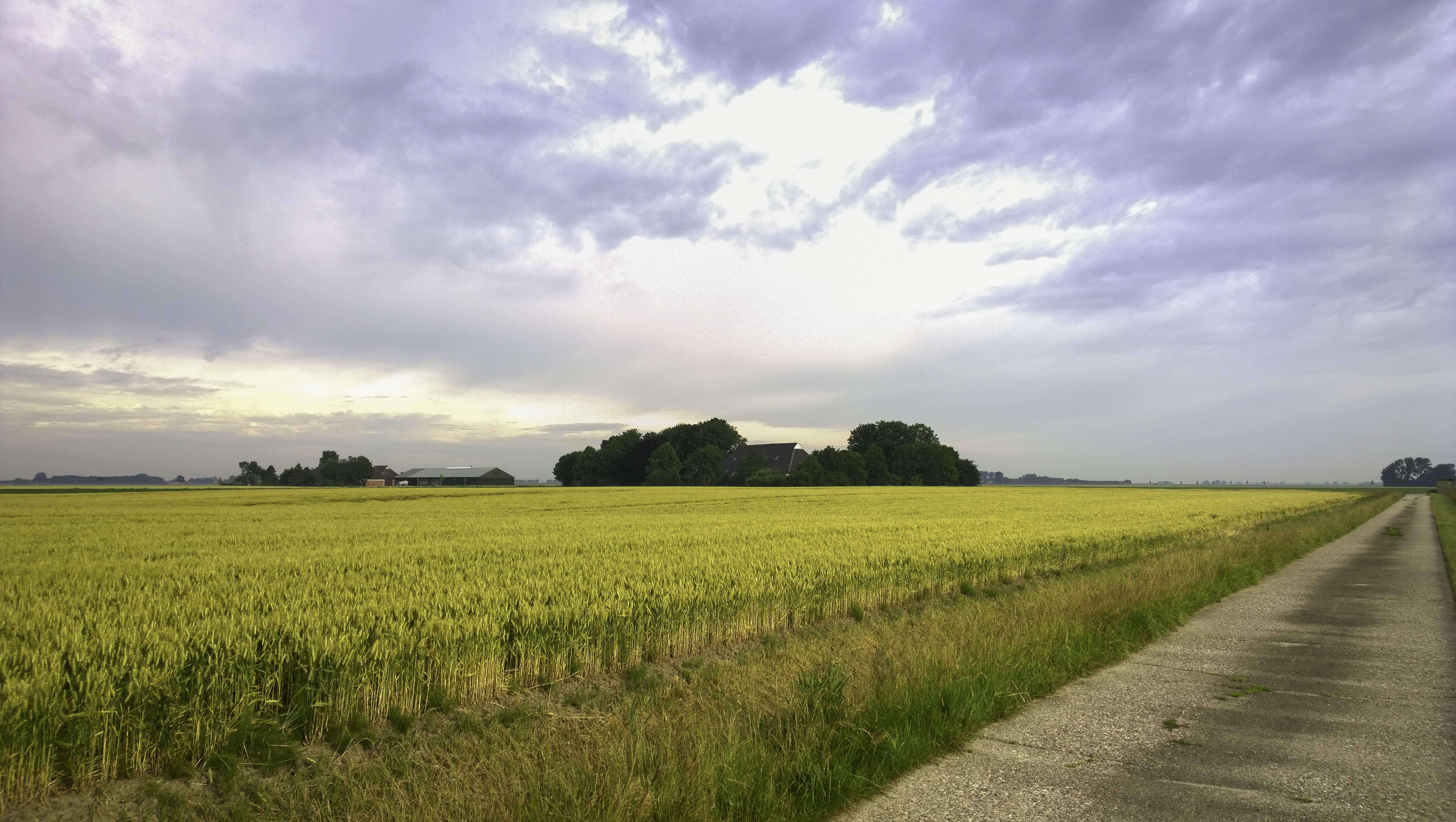
Buurtschap De Ruigewaard aan noordzijde van de polder

## Waterschap
Het waterschap de Waardsterpolder werd in 1865 opgericht. Hoewel het in 1913 binnen het waterschap Reitdiep kwam te liggen, werd het pas in 1987 officieel opgeheven, tegelijk met de opheffing van het waterschap Reitdiep. De tegenwoordige beheerders van het gebied is het waterschap Noorderzijlvest.